# Нухална пупчана врпца
Нухална пучана врпца (НПВ) је стање у трудноћи код кога је пупчана врпца омотана око врата фетуса. Пупчана врпца је важна веза за бебу у материци и обично садржи три крвна суда и дуга је око 50-60 см. Она је од великог значаја јер обезбеђује кисеоник, крв и хранљиве материје фетусу у развоју. Међутим, НПВ се током трудноће у отприлике 25%  случајевима она може да се омота око бебиног врата и створи одређене проблема током порођаја или доведе чак и до мртворођења. Ретко НПВ може довести и до дуготрајног оштећења мозга или церебралне парализе. Ово стање описао је Хипократ најмање 300. године пре нове ере.
Убрзо након рођења бебе које су биле изложене НПВ могу имати симптоме као што су суморно лице, петехије по лицу и крварење у беоњачи ока. Компликације могу укључивати појаву меконијума, респираторни дистрес, анемију и мртворођење. Вишеструко омотавање бебиног врата је повезано са већим ризиком.
На дијагнозу НПВ  се може посумњати ако дође до смањења срчане фреквенције бебе током порођаја. Присуство нухалне врпце се обично проверава  ултразвуком пре порођаја или преласком прста преко бебиног врата када се глава породи,
Ако се НПВ открије током порођаја, терапија укључује покушај да се врпца одмота  или ако то није могуће врши се њено стезање и пресецање. Након тога порожај се  може одвијати нормално, а резултати су генерално добри.

## Терпија
Лечење нухалне врпце треба да буде тако прилагођено да  спречи компресију пупчане врпце кад год је то могуће. Технике очувања нетакнуте нухалне врпце зависе од тога колико је врпца чврсто омотана око врата бебе. 
Ако је врпца лабава, лако се може превући преко бебине главе. У том случају одојче се може нормално породити и по жељи ставити на стомак мајке. 
Ако је врпца превише затегнута, да би је превукао преко главе бебе, лекар може покуђати да је превуче преко бебиних рамена и потом провуче тело кроз омчу. Потом се након рођења пупчана врпца може одмотати око бебе. Ако је врпца сувише затегнут да би се могао вратити преко рамена, може се користити маневар салта да би се омогућило ослобађање тела.
Породица такође може изабрати да се пупчана врпца стегне на два места и потом пресече  како би се омогућио вагинални порођај ако друге методе лечења нухалним врпцом нису изводљиве.

## Прогноза
Ретроспективни подаци о преко 182.000 порођаја, са статистичком моћи да се одреде чак и благе асоцијације, сугеришу да једна или више нухалних врпци у време порођаја:
- нису повезане са неповољним перинаталним исходима,

- да су повезане са већом тежином при рођењу

- да резултују мањим бројем царских резова код порођаја.

Иако су неке студије откриле да је затегнута нухална врпца повезана са краткотрајним морбидитетом, и даље је нејасно је да ли су такви исходи заправо резултат присуства саме нухалне врпце или су резултат стезања и пресецања пупчане врпце током порожаја.